# Asura decisigna
Asura decisigna là một loài bướm đêm thuộc phân họ Arctiinae, họ Erebidae.